# Bahnstrecke Leipzig-Wahren–Leipzig Hbf
| |                                                                                                |                                                             |                                                             |
| Streckennummer: | 6382                                                                                           |                                                             |                                                             |
| Kursbuchstrecke (DB): | 505.10                                                                                         |                                                             |                                                             |
| Streckenlänge: | 9,5 km                                                                                         |                                                             |                                                             |
| Spurweite: | 1435 mm (Normalspur)                                                                           |                                                             |                                                             |
| Streckenklasse: | D4                                                                                             |                                                             |                                                             |
| Stromsystem: | 15 kV, 16,7 Hz ~                                                                               |                                                             |                                                             |
| Maximale Neigung: | 8,06 ‰                                                                                         |                                                             |                                                             |
| Minimaler Radius: | 220 m                                                                                          |                                                             |                                                             |
| Streckengeschwindigkeit: | 120 km/h                                                                                       |                                                             |                                                             |
| Zugbeeinflussung: | PZB                                                                                            |                                                             |                                                             |
| Zweigleisigkeit: | Leipzig-Wahren Westkopf–Leipzig Olbrichtstraße Leipzig Petzscher Mark–Leipzig Hbf (Tiefgleise) |                                                             |                                                             |
| |                                                                                                |                                                             |                                                             |
| \| \| \| von Magdeburg Hbf und von Schkeuditz \| \| \| \| −0,200 \| Leipzig-Wahren Westkopf früher Leipzig-Wahren Abzw Wl (Bft) \| Leipzig-Wahren Westkopf früher Leipzig-Wahren Abzw Wl (Bft) \| \| \| \| nach Leipzig Hbf über Leipzig-Wahren Hp (alter Verlauf) \| \| \| \| \| nach Leipzig Messe Süd über Leipzig-Wahren Ubf \| \| \| \| 0,647 \| Leipzig-Lützschena (Bft) \| Leipzig-Lützschena (Bft) \| \| \| 0,775 \| Neue Hallesche Straße (Bundesstraße 6) \| Neue Hallesche Straße (Bundesstraße 6) \| \| \| 1,546 \| Leipzig-Wahren Rbf \| Leipzig-Wahren Rbf \| \| \| \| von Magdeburg Hbf über Leipzig-Wahren Ubf \| \| \| \| \| von Magdeburg Hbf über Leipzig-Wahren Hp (alter Verlauf) \| \| \| \| 2,825 \| Leipzig-Wahren \| Leipzig-Wahren \| \| \| \| nach Leipzig Messe Süd \| \| \| \| \| nach Leipzig-Engelsdorf (Güterring) \| \| \| \| \| nach Leipzig-Leutzsch (Güterring) \| \| \| \| 3,510 \| Leipzig Wahrener Viadukt–Wiederitzsch Strw (Güterring) \| Leipzig Wahrener Viadukt–Wiederitzsch Strw (Güterring) \| \| \| 4,478 \| Travniker Straße (Bundesstraße 6) \| Travniker Straße (Bundesstraße 6) \| \| \| 4,610 \| Leipzig-Möckern Awanst \| Leipzig-Möckern Awanst \| \| \| \| Anschluss VEAB Leipzig \| \| \| \| 4,688 \| Leipzig Slevogtstraße (Bft, bis 2022 Hp) \| Leipzig Slevogtstraße (Bft, bis 2022 Hp) \| \| \| 5,395 \| Leipzig Olbrichtstraße (Bft, bis 2022 Hp und Üst) \| Leipzig Olbrichtstraße (Bft, bis 2022 Hp und Üst) \| \| \| 6,029 \| Großkorbetha–Leipzig \| Großkorbetha–Leipzig \| \| \| 7,035 \| Leipzig-Gohlis \| Leipzig-Gohlis \| \| \| 7,130 \| Viadukt Gohlis II (330 m) \| Viadukt Gohlis II (330 m) \| \| \| 7,470 \| Viadukt Gohlis I (50 m) \| Viadukt Gohlis I (50 m) \| \| \| \| \| \| \| \| \| Leipzig-Eutritzsch \| \| \| \| \| nach Leipzig Hbf \| \| \| \| 7,972 \| Kreuzungsbauwerk MTh; Leipzig Hbf–Großkorbetha \| Kreuzungsbauwerk MTh; Leipzig Hbf–Großkorbetha \| \| \| 8,50 \| Leipzig MTh Bf früher Leipzig Magdeburger Bahnhof \| Leipzig MTh Bf früher Leipzig Magdeburger Bahnhof \| \| \| \| von Großkorbetha \| \| \| \| 8,300 \| Leipzig Petzscher Mark (Bft) \| Leipzig Petzscher Mark (Bft) \| \| \| 8,560 \| Parthe \| Parthe \| \| \| 8,805 \| City-Tunnel Tunnelportal Nordwest \| City-Tunnel Tunnelportal Nordwest \| \| \| 8,976 \| Kreuzungsbauwerk Nord; von Leipzig Nordkopf (City-Tunnel) \| Kreuzungsbauwerk Nord; von Leipzig Nordkopf (City-Tunnel) \| \| \| 9,334 \| Leipzig Hbf (Tiefgleise) (Bft) \| Leipzig Hbf (Tiefgleise) (Bft) \| \| \| \| nach Leipzig Bayerischer Bahnhof (City-Tunnel) \| \| \| \| \| \| \| \| Quellen: [1][2][3] \| \| \| \| |                                                                                                |                                                             |                                                             |
| Strecke |                                                                                                | von Magdeburg Hbf und von Schkeuditz                        | von Magdeburg Hbf und von Schkeuditz                        |
| Blockstelle | −0,200                                                                                         | Leipzig-Wahren Westkopf früher Leipzig-Wahren Abzw Wl (Bft) | Leipzig-Wahren Westkopf früher Leipzig-Wahren Abzw Wl (Bft) |
| Abzweig geradeaus und ehemals nach links |                                                                                                | nach Leipzig Hbf über Leipzig-Wahren Hp (alter Verlauf)     | nach Leipzig Hbf über Leipzig-Wahren Hp (alter Verlauf)     |
| Abzweig geradeaus und nach links |                                                                                                | nach Leipzig Messe Süd über Leipzig-Wahren Ubf              | nach Leipzig Messe Süd über Leipzig-Wahren Ubf              |
| Haltepunkt / Haltestelle | 0,647                                                                                          | Leipzig-Lützschena (Bft)                                    | Leipzig-Lützschena (Bft)                                    |
| Strecke mit Straßenbrücke | 0,775                                                                                          | Neue Hallesche Straße (Bundesstraße 6)                      | Neue Hallesche Straße (Bundesstraße 6)                      |
| ehemaliger Dienststation / Betriebs- oder Güterbahnhof | 1,546                                                                                          | Leipzig-Wahren Rbf                                          | Leipzig-Wahren Rbf                                          |
| Abzweig geradeaus und von links |                                                                                                | von Magdeburg Hbf über Leipzig-Wahren Ubf                   | von Magdeburg Hbf über Leipzig-Wahren Ubf                   |
| Abzweig geradeaus und ehemals von links |                                                                                                | von Magdeburg Hbf über Leipzig-Wahren Hp (alter Verlauf)    | von Magdeburg Hbf über Leipzig-Wahren Hp (alter Verlauf)    |
| Bahnhof | 2,825                                                                                          | Leipzig-Wahren                                              | Leipzig-Wahren                                              |
| Abzweig geradeaus und nach links |                                                                                                | nach Leipzig Messe Süd                                      | nach Leipzig Messe Süd                                      |
| Abzweig geradeaus und ehemals nach links |                                                                                                | nach Leipzig-Engelsdorf (Güterring)                         | nach Leipzig-Engelsdorf (Güterring)                         |
| Abzweig geradeaus und nach rechts |                                                                                                | nach Leipzig-Leutzsch (Güterring)                           | nach Leipzig-Leutzsch (Güterring)                           |
| Kreuzung geradeaus oben | 3,510                                                                                          | Leipzig Wahrener Viadukt–Wiederitzsch Strw (Güterring)      | Leipzig Wahrener Viadukt–Wiederitzsch Strw (Güterring)      |
| Brücke | 4,478                                                                                          | Travniker Straße (Bundesstraße 6)                           | Travniker Straße (Bundesstraße 6)                           |
| ehemalige Blockstelle | 4,610                                                                                          | Leipzig-Möckern Awanst                                      | Leipzig-Möckern Awanst                                      |
| Abzweig geradeaus und ehemals nach links |                                                                                                | Anschluss VEAB Leipzig                                      | Anschluss VEAB Leipzig                                      |
| Haltepunkt / Haltestelle | 4,688                                                                                          | Leipzig Slevogtstraße (Bft, bis 2022 Hp)                    | Leipzig Slevogtstraße (Bft, bis 2022 Hp)                    |
| Bahnhof | 5,395                                                                                          | Leipzig Olbrichtstraße (Bft, bis 2022 Hp und Üst)           | Leipzig Olbrichtstraße (Bft, bis 2022 Hp und Üst)           |
| Kreuzung geradeaus oben | 6,029                                                                                          | Großkorbetha–Leipzig                                        | Großkorbetha–Leipzig                                        |
| Haltepunkt / Haltestelle | 7,035                                                                                          | Leipzig-Gohlis                                              | Leipzig-Gohlis                                              |
| Brücke | 7,130                                                                                          | Viadukt Gohlis II (330 m)                                   | Viadukt Gohlis II (330 m)                                   |
| Brücke | 7,470                                                                                          | Viadukt Gohlis I (50 m)                                     | Viadukt Gohlis I (50 m)                                     |
| Abzweig ehemals geradeaus und nach links · Strecke von rechts |                                                                                                |                                                             |                                                             |
| Dienststation / Betriebs- oder Güterbahnhof (Strecke außer Betrieb) · Strecke |                                                                                                | Leipzig-Eutritzsch                                          | Leipzig-Eutritzsch                                          |
| Strecke (außer Betrieb) · Abzweig geradeaus und nach rechts |                                                                                                | nach Leipzig Hbf                                            | nach Leipzig Hbf                                            |
| Strecke (außer Betrieb) · Kreuzung geradeaus oben | 7,972                                                                                          | Kreuzungsbauwerk MTh; Leipzig Hbf–Großkorbetha              | Kreuzungsbauwerk MTh; Leipzig Hbf–Großkorbetha              |
| Betriebs-/Güterbahnhof Streckenende (Strecke außer Betrieb) · Strecke | 8,50                                                                                           | Leipzig MTh Bf früher Leipzig Magdeburger Bahnhof           | Leipzig MTh Bf früher Leipzig Magdeburger Bahnhof           |
| Abzweig geradeaus, von links und von rechts |                                                                                                | von Großkorbetha                                            | von Großkorbetha                                            |
| Blockstelle | 8,300                                                                                          | Leipzig Petzscher Mark (Bft)                                | Leipzig Petzscher Mark (Bft)                                |
| Brücke über Wasserlauf | 8,560                                                                                          | Parthe                                                      | Parthe                                                      |
| Tunnelanfang | 8,805                                                                                          | City-Tunnel Tunnelportal Nordwest                           | City-Tunnel Tunnelportal Nordwest                           |
| Abzweig geradeaus und von links (im Tunnel) | 8,976                                                                                          | Kreuzungsbauwerk Nord; von Leipzig Nordkopf (City-Tunnel)   | Kreuzungsbauwerk Nord; von Leipzig Nordkopf (City-Tunnel)   |
| Bahnhof (im Tunnel) | 9,334                                                                                          | Leipzig Hbf (Tiefgleise) (Bft)                              | Leipzig Hbf (Tiefgleise) (Bft)                              |
| Strecke (im Tunnel) |                                                                                                | nach Leipzig Bayerischer Bahnhof (City-Tunnel)              | nach Leipzig Bayerischer Bahnhof (City-Tunnel)              |
| |                                                                                                |                                                             |                                                             |
| Quellen: |                                                                                                |                                                             |                                                             |

Die Bahnstrecke Leipzig-Wahren–Leipzig Hbf ist eine elektrifizierte Hauptbahn in Sachsen. Sie verläuft von Leipzig-Wahren nach Leipzig Hbf und ist Teil der ursprünglichen Streckenführung der Magdeburg-Leipziger Eisenbahn. Die lange Zeit als Güterverbindungsbahn genutzte Strecke im Nordwesten von Leipzig dient heute ausschließlich dem Verkehr der S-Bahn Mitteldeutschland.

## Geschichte

Magdeburger Bahnhof in Leipzig um 1844

Eröffnet wurde die heutige Strecke Leipzig-Wahren–Leipzig Hbf am 18. August 1840 als Teil der Bahnstrecke Magdeburg–Leipzig durch die Magdeburg-Leipziger Eisenbahn-Gesellschaft. Endpunkt der Strecke in Leipzig war der Magdeburger Bahnhof.
Im Zusammenhang mit der umfassenden Umgestaltung der Leipziger Eisenbahnanlagen erhielt die Strecke Magdeburg–Leipzig ab 1906 eine neue Trassierung parallel zum Leipziger Güterring, die alte Linie zwischen Wahren und Leipzig wurde fortan nur noch für den Güterverkehr genutzt.
Mit dem Bau und Inbetriebnahme des neuen Leipziger Hauptbahnhofes wurde am 1. Oktober 1912 der Magdeburger Bahnhof geschlossen und in der Folgezeit abgerissen.
Am 1. April 1920 ging die Preußischen Staatseisenbahnen in der Deutschen Reichsbahn auf. Die Strecke gehörte fortan zum Netz der Reichsbahndirektion Halle. Nachdem bereits 1922 die Hauptbahn Halle–Leipzig über Wiederitzsch auf elektrischen Betrieb umgestellt wurde, wurde die Strecke erst gegen Mitte der 1930er Jahre elektrifiziert. Am 2. Juli 1934 verkehrte erstmals ein Zug mit einer elektrischen Lokomotive.

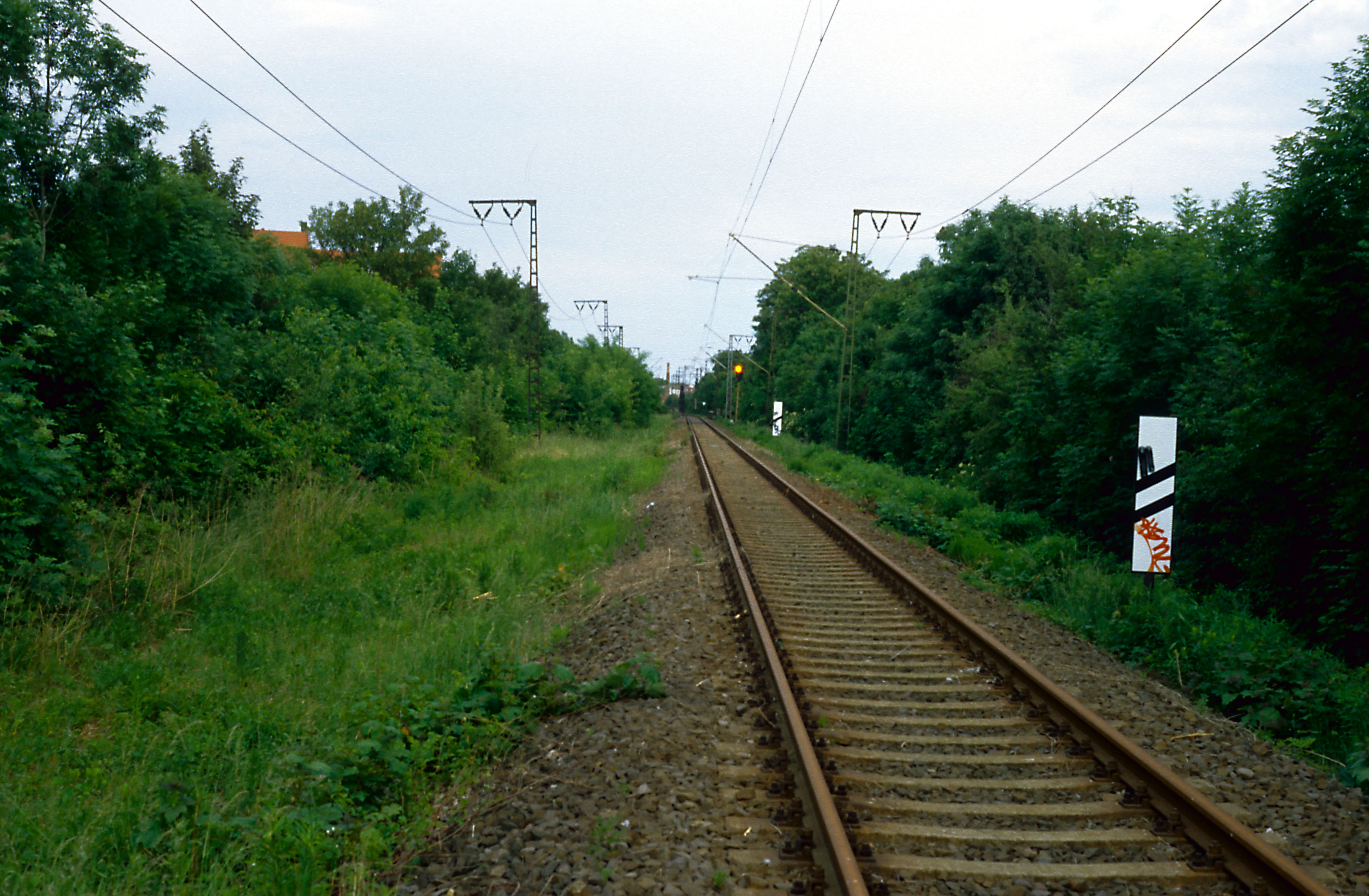
Streckengleis Richtung Leipzig MTh vor dem Umbau für den S-Bahn-Betrieb

Im Jahr 1946 wurden die elektrischen Anlagen und das zweite Gleis als Reparationsleistung für die Sowjetunion abgebaut. Die Wiederelektrifizierung erfolgte erst zum 15. Mai 1959. Die Strecke blieb eingleisig, jedoch wurden die Fahrleitungsmasten für zweigleisigen Betrieb aufgestellt. Sie trugen zusätzlich je zwei 15-kV-Speiseleitungen vom Unterwerk Leipzig-Wahren zum Schaltposten Leipzig Hbf.
Nach 2000 wurde die Strecke im Rahmen des Projekts „S-Bahnstrecke Leipzig–Halle“ umfangreich modernisiert. Neben der Einrichtung der neuen Haltepunkte Leipzig Slevogtstraße, Leipzig Olbrichtstraße und Leipzig-Gohlis wurde die Strecke zwischen Wahren und der Wiederitzscher Straße wieder zweigleisig ausgebaut. Der Bahnhof Leipzig-Wahren wurde gleichzeitig vom klassischen Rangier- zum Umschlagbahnhof für den kombinierten Ladungsverkehr umgebaut, er erhielt dabei neue durchgehende Hauptgleise als Verbindung der Strecken 6403 von Halle und 6382 nach Leipzig mit Bahnsteigen in Wahren und Lützschena.
Am 5. Dezember 2004 wurde die Strecke wieder in Betrieb genommen, zunächst mit den Regionalzügen der Linie RB 56 als Probebetrieb mit Reisenden. Seit 12. Dezember 2004 verkehrten sie mit neuen Wagen als S-Bahn Leipzig-Halle (Linie S10).
Mit dem Bau des City-Tunnel Leipzig wurde die Strecke in diesen eingebunden. Seit der fahrplanmäßigen Inbetriebnahme des Tunnel im Dezember 2013 bedient die Linie S3 der S-Bahn Mitteldeutschland die Stationen an der Strecke.

## Streckenbeschreibung

### Verlauf

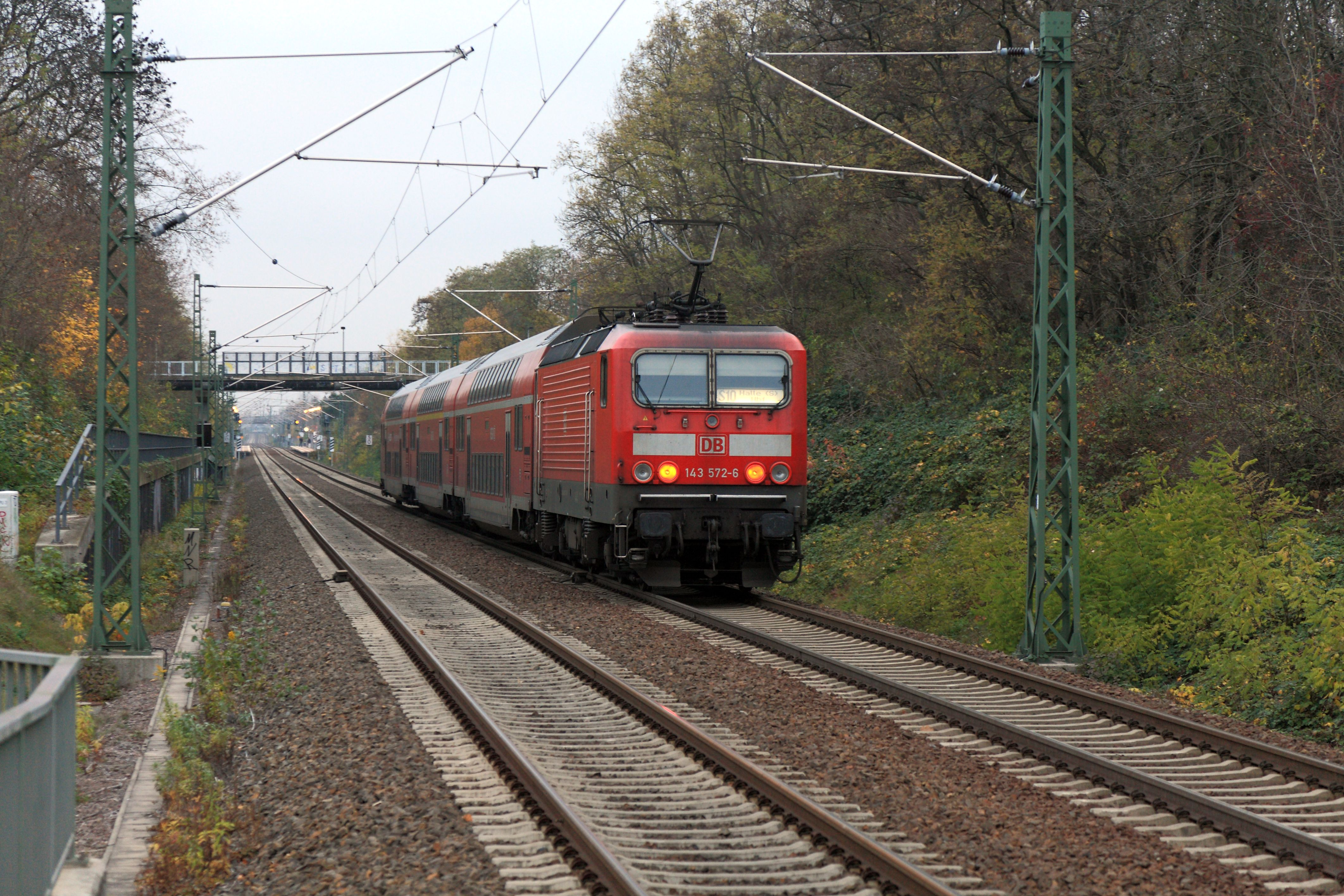
Zweigleisiger Abschnitt zwischen Olbricht- und Slevogtstraße

Die Strecke verläuft bis Leipzig-Gohlis geradlinig in Richtung Südosten und durchquert dabei die Leipziger Stadtteile Lützschena, Stahmeln, Wahren, Möckern und Gohlis. Sie beginnt an den Wurzeln der Weichen 02 und 04 auf dem Westkopf des Bahnhofs Leipzig-Wahren. Die Gleise bilden die Fortsetzung der Strecke 6403 Magdeburg–Leipzig, die hier in den Güterverkehrsbereich des Bahnhofs ausgeleitet wird. Dabei wird bei Lützschena die Bundesstraße 6 unter- sowie zwischen Wahren und Slevogtstraße der Leipziger Güterring und die Bundesstraße überquert. Im Bahnhofsteil Olbrichtstraße, bis 2022 eine Überleitstelle, auf Höhe der Wiederitzscher Straße endet das Richtungsgleis Leipzig Hbf–Leipzig-Wahren, von hier bis zum Überwerfungsbauwerk MTh ist die Strecke eingleisig. In Höhe der Breitenfelder Straße im Stadtteil Gohlis wird die aus Südwesten herannahende Bahnstrecke Leipzig–Großkorbetha überquert, bevor jene am Haltepunkt Gohlis auf die Strecke trifft und fortan parallel verläuft. Nach einem Rechtsbogen mit dem Überwerfungsbauwerk MTh, das die Strecke mit der nach Großkorbetha verknüpft und Fahrten von und nach Wahren sowie Leutzsch in Richtung City-Tunnel und die Bahnsteighalle des Bahnhofes Leipzig Hbf höhenfrei ermöglicht, führt sie über die Tunnelrampe West in den Tunnel. Über das unterirdische Überwerfungsbauwerk Nord mündet sie vor dem Tunnelbahnsteig Leipzig Hbf (tief) in die Tunnelstrecke 6396.

### Betriebsstellen
Bahnhof Leipzig-Wahren

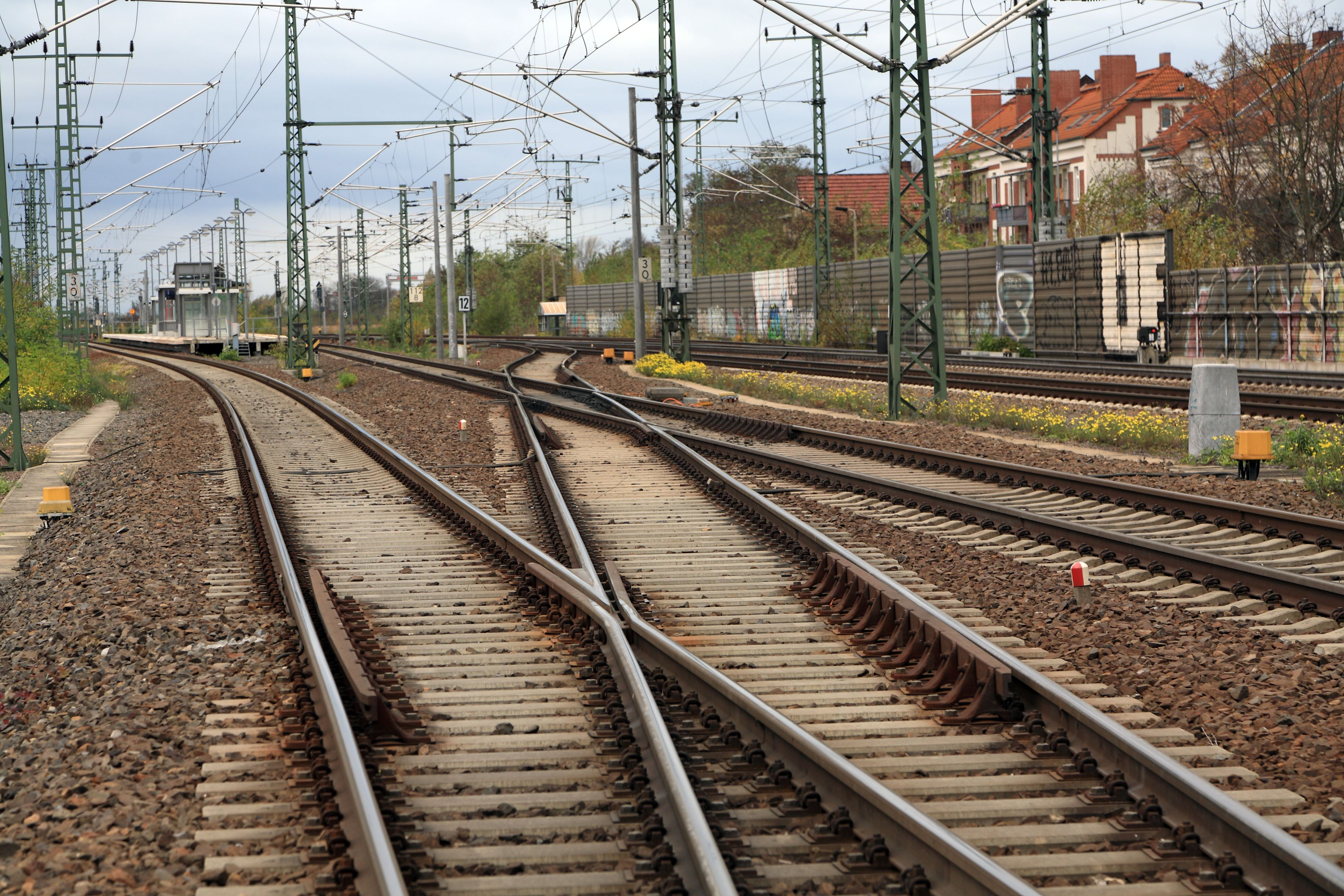
Bahnhof Leipzig-Wahren von Osten

Der Güterbahnhof Leipzig-Wahren entstand im Rahmen der Umbauarbeiten der Leipziger Bahnanlagen zu Beginn des 20. Jahrhunderts, bei denen alle nicht in Zentrumsnähe notwendigen Anlagen, darunter vor allem die Rangierbahnhöfe, in die Vororte verlegt werden sollten. Die Inbetriebnahme erfolgte am 9. April 1905. Die Betriebsstellen Leipzig-Wahren Westkopf und Leipzig-Lützschena sind Bahnhofsteile des Bahnhofes Leipzig-Wahren; seit 17. April 2022 auch der Haltepunkt Leipzig Slevogtstraße sowie der Haltepunkt mit Überleitstelle Leipzig Olbrichtstraße. Dies ermöglicht das Wenden von Zügen an der Slevogtstraße und geschah in Vorbereitung auf anstehende Bauarbeiten, bei denen in Leipzig-Wahren eine Vollsperrung erforderlich ist. Seitdem befindet sich bahnbetrieblich nur noch der Haltepunkt Leipzig-Gohlis auf freier Strecke zwischen den Bahnhöfen Leipzig-Wahren und Leipzig Hbf.
Haltepunkt Leipzig-Gohlis

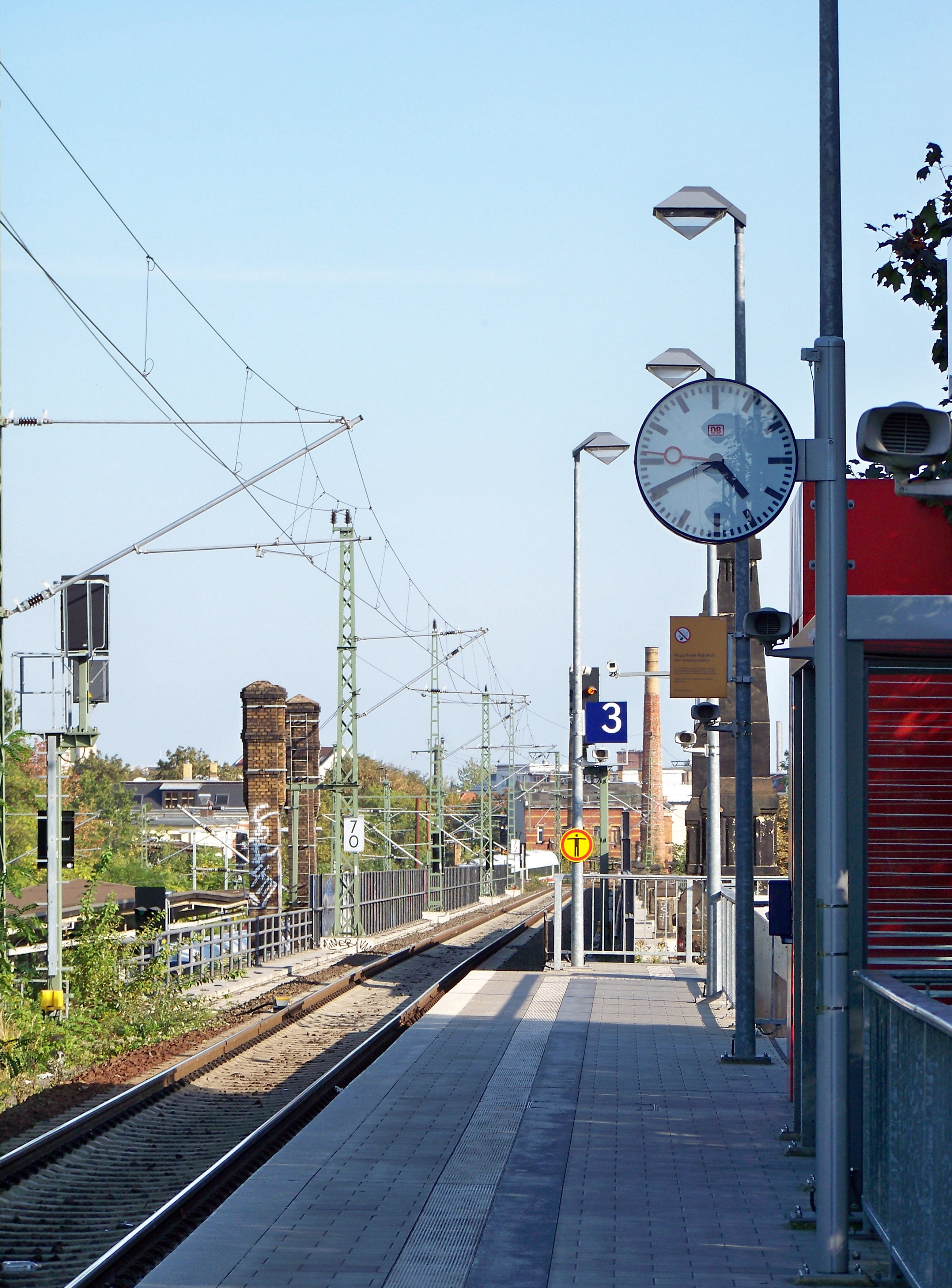
Haltepunkt Leipzig-Gohlis, 2009

Einen Haltepunkt Leipzig-Gohlis gab es ursprünglich nur an der Bahnstrecke Leipzig–Großkorbetha, die hier parallel verläuft. Der Bahnsteig an der Bahnstrecke Leipzig-Wahren–Leipzig Hbf wurde erst im Zuge des S-Bahn-Ausbaues im Jahr 2004 auf dem freien Planum des einstigen zweiten Gleises als Bahnsteig 3 errichtet. Er ist über eine Treppe und über einen Personenaufzug von der Lützowstraße zugänglich. Eine unmittelbare Verbindung zum Bahnsteig an der Bahnstrecke Leipzig–Großkorbetha besteht nicht. Im Gegensatz zu einigen anderen deutschen Haltepunkten, die an zwei getrennten Eisenbahnstrecken liegen und verkehrlich denselben Namen tragen, besitzt Leipzig-Gohlis keine abweichende Bezeichnung oder Abkürzung im Betriebsstellenverzeichnis zur bahnbetrieblichen Unterscheidung vom gleichnamigen Haltepunkt an der Bahnstrecke Leipzig–Großkorbetha.
Bahnhofsteil Leipzig Hbf (Tiefgleise)
Der Tunnelbahnhof liegt unter der Preußenseite des Leipziger Hauptbahnhofes und wird bis auf einzelne Verstärkerfahrten von allen Zügen der S-Bahn in Leipzig bedient.